# Austroagalloides grisea
Austroagalloides grisea är en insektsart som beskrevs av Evans 1935. Austroagalloides grisea ingår i släktet Austroagalloides och familjen dvärgstritar. Inga underarter finns listade i Catalogue of Life.